# NGC 6712
NGC 6712 ist die Bezeichnung eines Kugelsternhaufens im Sternbild Schild. NGC 6712 hat eine scheinbare Helligkeit von 8,1 mag und einen Winkeldurchmesser von 9,8’. Entdeckt wurde das Objekt am 16. Juni 1784 von Wilhelm Herschel.